# Zednická lžíce

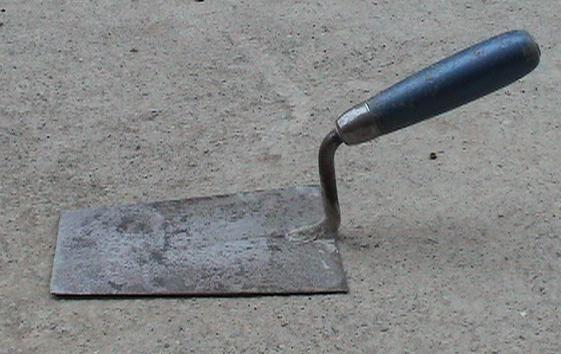
Zednická lžíce

Zednická lžíce (slangově kelňa – z německého die Kelle/Mauerkelle) je základní nástroj zedníka, omítkáře, štukatéra. Slouží ke zdění a k omítání zdiva cihlového, tvárnicového a kamenného. Existuje mnoho druhů lžic, mimoto si je zedníci individuálně upravují dle potřeby. Mohou být ocelové nebo nerezové. Jedná se o jednoduchý nástroj, o to větší cvik a praxi s ním pak zedník potřebuje.

## Popis
Skládá se z dřevěné rukojeti, která je pevná a nesmí se protáčet. Rukojeť je spojena nožkou s listem lžíce, který má tvar lichoběžníka. Je-li list lžíce v poloze vodorovné, pak prodloužená osa rukojeti míří zešikma přesně na začátek lžíce. Laik nemá ponětí[zdroj?], jak velice záleží na tomto uspořádání, k němuž se došlo dlouhodobým vývojem. Zkušený zedník ale ví, že stačí malá odchylka listu nahoru nebo dolů, a omítání je hned mnohem namáhavější.

## Použití

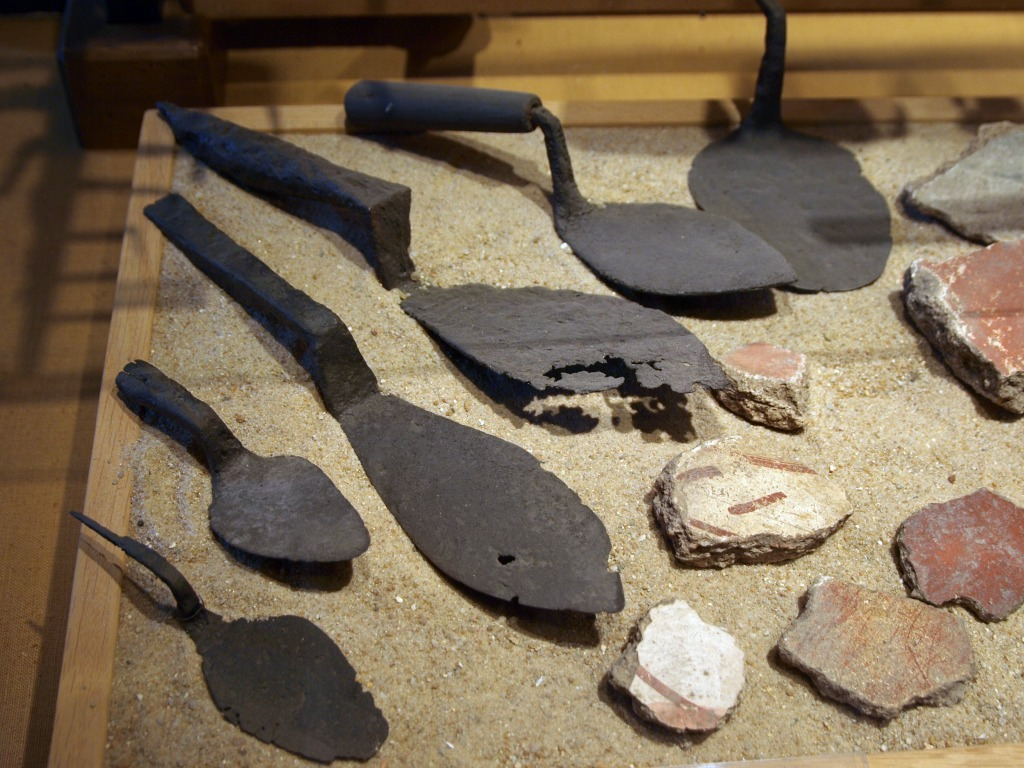
Starověké římské lžíce (1. až 3. století)

Lžíce může být z tenkého plechu a ohebná, nebo z tvrdého plechu a neohebná. Neohebné lžíce se užívají k omítání, jejich pružení je minimální. Lžíce se vyrábějí ve třech velikostech:
- S délkou listu 16 cm se používá se na omítání kleneb, vnitřků výklenků a stropů.
- S délkou listu 18 cm.
- S délkou listu 20 cm k nahození špricu (cementový postřik) před vlastní omítkou, pokud se nabírá rovnou z kolečka. K nanášení malty při zdění, včetně vyplňování spár. Tříhranná lžíce do špičky se někdy používá při zdění kamenného zdiva, špičkou se zapravuje malta do spár.

## Historie
V 60. letech 20. století, kdy vrcholila panelová výstavba, se ze zedníků stali montážníci, a museli absolvovat svářečské kurzy, aby mohli svářet k sobě panely.[zdroj?] Tehdejší tisk nadšeně psal, že "dnešní zedník už lžíci vůbec nepotřebuje" a viděl v tom důkaz pokroku. Došlo však k úpadku řemesla, panelákoví zedníci klasickou zedničinu neovládali a museli se ji pak v praxi teprve učit. Klasických zedníků byl později nedostatek.